# Hector Jiménez (Fußballspieler)
Hector O. Jiménez (* 3. November 1988 in Huntington Park, Kalifornien) ist ein US-amerikanischer Fußballspieler, der als Abwehrspieler eingesetzt wird. Er steht derzeit bei Columbus Crew unter Vertrag.

## Werdegang
Ab 2002 befand er sich beim Arsenal FC in Kalifornien, darüber weilte er 2005 noch einmal in der IMG Soccer Academy in Florida. Ab 2006 war er bei den California Golden Bears aktiv. Im Draft zur Saison 2011 wurde er von LA Galaxy auserwählt und bekam schließlich am 12. Mai in einem 1:1 bei Philadelphia Union seinen ersten Einsatz in einem MLS Spiel. In der 89. Minute wurde er dabei für Michael Stephens eingewechselt. In dieser Saison gelang ihm mit der Mannschaft dann auch noch der Gewinn des MLS Cup sowie ebenfalls des Supporters Shield. In der Saison 2012 gelang dann noch ein weiteres Mal der Gewinn des Cup.
Zur Saison 2014 wechselte er zur Columbus Crew nach Ohio.